# Thập niên 1030
Thập niên 1030 là thập niên diễn ra từ năm 1030 đến 1039.